# روب لوفيجوي
روب لوفيجوي (بالإنجليزية: Rob Lovejoy)‏ (23 أكتوبر 1991 بغرينزبورو في الولايات المتحدة - ) هو لاعب كرة قدم أمريكي في مركز الهجوم. لعب مع هيوستن دينامو وRio Grande Valley FC Toros ‏ وSalem City FC ‏.

## وصلات خارجية
- روب لوفيجوي على موقع الدوري الأمريكي (الإنجليزية)
- روب لوفيجوي على موقع قاعدة بيانات كرة القدم.إي يو (الإنجليزية)
- روب لوفيجوي على موقع Soccerbase.com (لاعب) (الإنجليزية)
- روب لوفيجوي على موقع عالم كرة القدم.نت (الإنجليزية)
- روب لوفيجوي على موقع AS.com (الإسبانية)